# Villeneuve (Fribourg)
Villeneuve is een gemeente in het district Broye van het kanton Fribourg in Zwitserland.

## Geografie
Villeneuve ligt in de exclave Surpierre van kanton Fribourg in kanton Vaud. De buurgemeente in kanton Fribourg is Surpierre. De oppervlakte van de gemeente bedraagt 3.54 km².
- Hoogste punt: 644 m
- Laagste punt: 468 m

## Bevolking
De gemeente telt 374 inwoners. De meerderheid in Villeneuve is Franstalig (92%, 2000) en Rooms-Katholiek (66%).

## Economie
21% van de werkzame bevolking werkt in de primaire sector (landbouw en veeteelt), 77% in de secundaire sector (industrie), 3% in de tertiaire sector (dienstverlening).